# 児玉隆洋
児玉 隆洋（こだま たかひろ、1983年6月22日 - ）は日本の起業家、株式会社 ABCash Technologiesの創業者。

## 経歴
幼少期・学生時代
1983年、宮崎県生まれ。明治大学を卒業する。
株式会社サイバーエージェント時代
2007年（平成19年）に株式会社サイバーエージェントに入社。
Amebaブログアプリを責任者として立ち上げ、AppStoreランキング1位を獲得。国内最大のブログアプリへと成長させる。
その後Amebaブログ事業部長、AbemaTV広告開発局長を歴任。
株式会社ABCash Technologies時代
2018年（平成30年）2月に株式会社ABCash Technologies(旧bookee)を設立し、その代表となった。

## 著書
- 『未来のお金の稼ぎ方　お金が増えれば人生は変わる』(株式会社幻冬舎、2022年8月3日) ISBN 978-4344039889